# Río Abajo FC
Río Abajo Fútbol Club – panamski klub piłkarski z siedzibą w mieście Panama, w prowincji Panama. Obecnie gra na pierwszym szczeblu rozgrywek – Liga Panameña de Fútbol. Domowe mecze rozgrywa na obiekcie Cancha Luis Ernesto Tapia.

## Historia
Klub został założony w 1996 roku, jednak pierwsze sukcesy zaczął odnosić dopiero kilkanaście lat później. W jesiennych rozgrywkach Clausura 2008 wywalczył mistrzostwo drugiej ligi panamskiej po pokonaniu Chorrillito FC, a sukces ten powtórzył również pół roku później, podczas wiosennego sezonu Apertura 2009, kiedy to wygrał w finale z Independiente de La Chorrera. W tych latach drużyna zostawała także zwycięzcą drugiej ligi na przestrzeni całego roku, po dwukrotnym triumfie nad AD Orión, dzięki czemu otrzymywała szansę awansu do najwyższej klasy rozgrywkowej poprzez dwumecz barażowy. Wówczas jednak zespół nie potrafił jeszcze dokonać tej sztuki, w 2008 roku ulegając Plazie Amador, zaś w 2009 roku Alianza FC. Po raz trzeci klub wygrał drugą ligę w sezonie Apertura 2011 i latem 2012, po zwycięstwie z Independiente de La Chorrera, zdołał wywalczyć historyczny awans do Liga Panameña de Fútbol. 
Podczas swojego debiutanckiego sezonu w pierwszej lidze Río Abajo, prowadzony przez szkoleniowca Rubéna Guevarę, został rewelacją rozgrywek, zajmując pierwsze miejsce w tabeli, zaś jego zawodnik Jorman Aguilar wywalczył tytuł króla strzelców ligi. W decydującej o mistrzostwie fazie play-off drużyna odpadła jednak w półfinale.